# Yichun (Heilongjiang)
Yichun is een stadsprefectuur in de noordelijke provincie Heilongjiang, Volksrepubliek China.
In het district Xilin is de grote staalfabriek van Xilin Steel gelegen. Deze is thans onderdeel van de staalreus Jianlong Group.